# 千畳敷 (青森県)

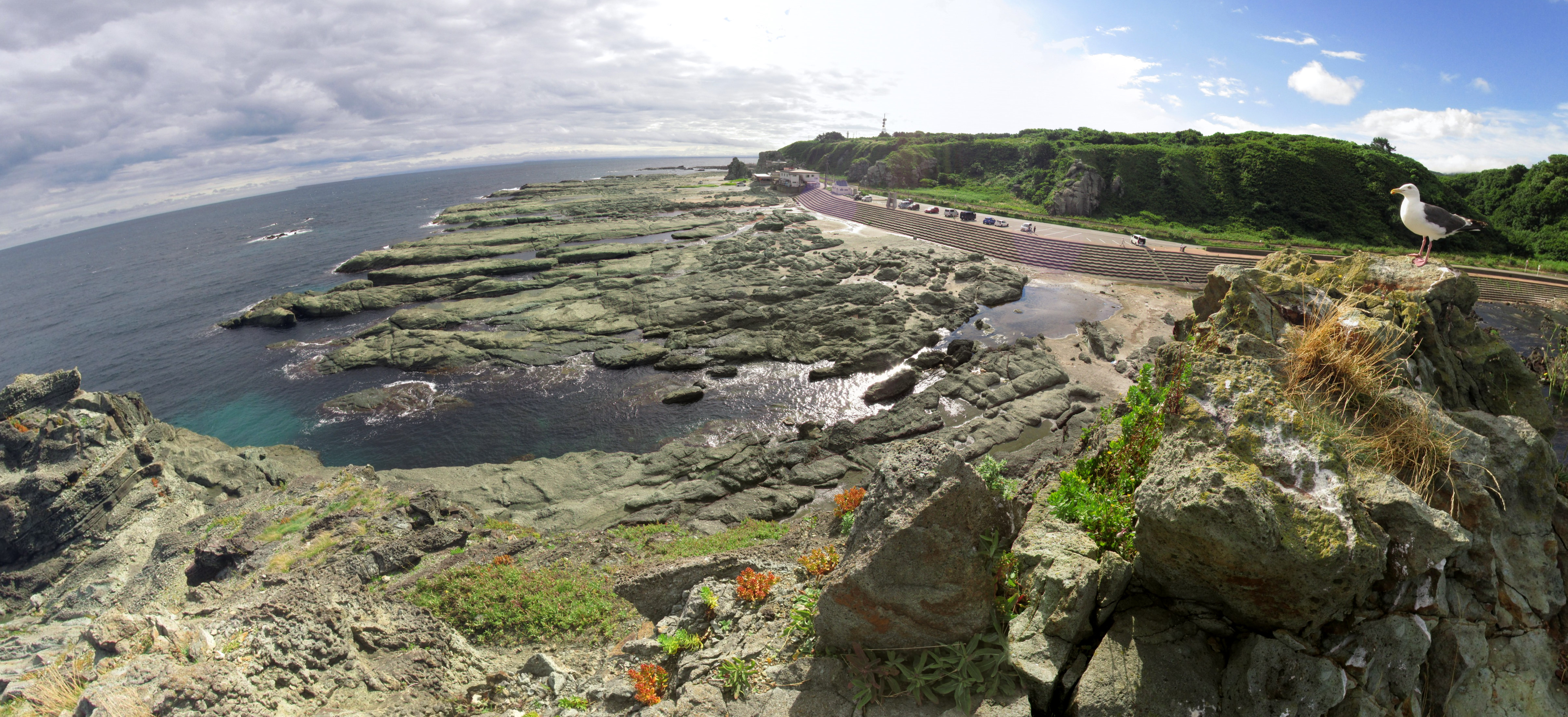
千畳敷の西側の岩山から撮影した全景

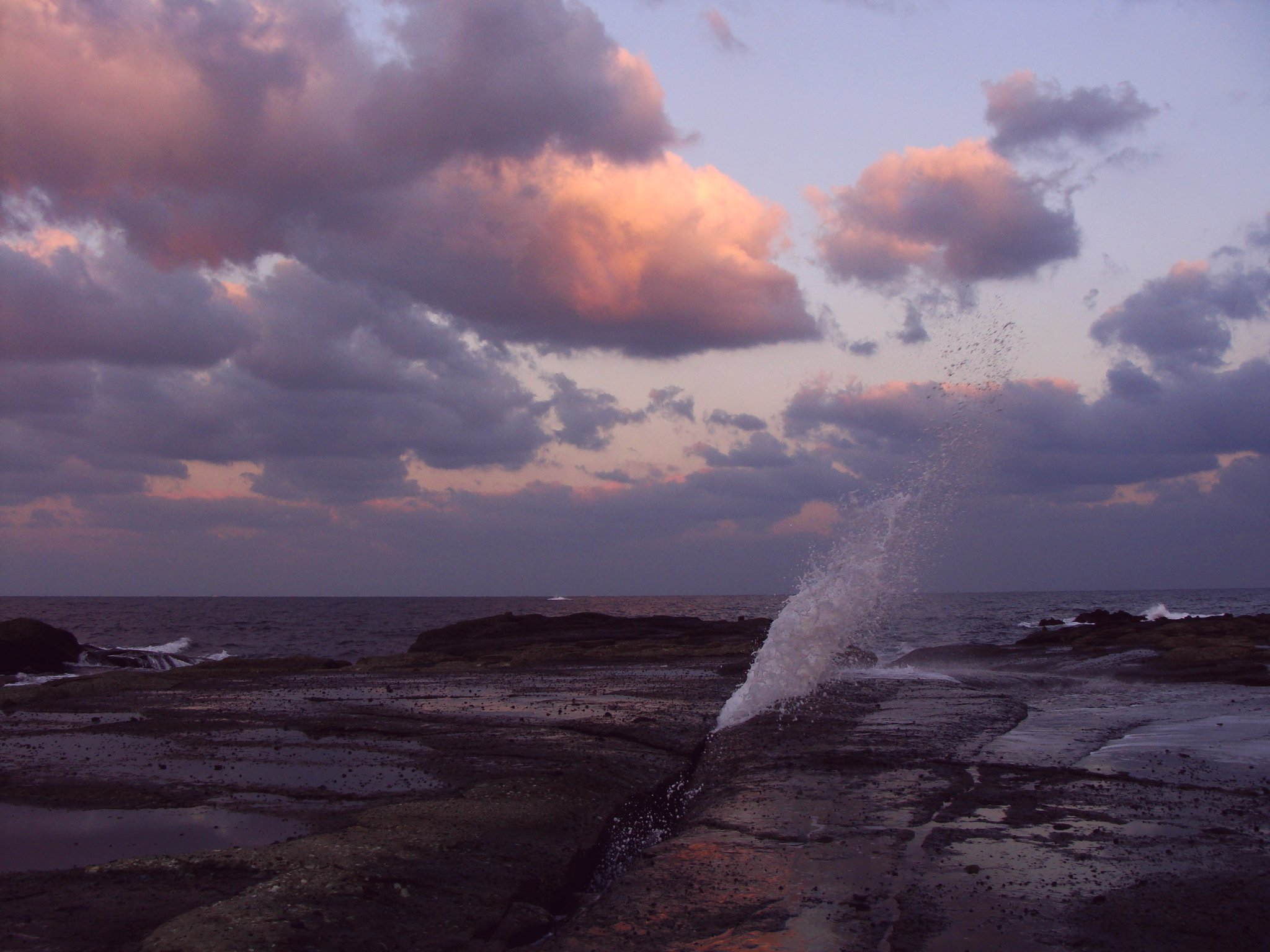
押し寄せる波が岩を侵食した部位から勢いよく吹きあがる。時には高さ2メートルを超える。

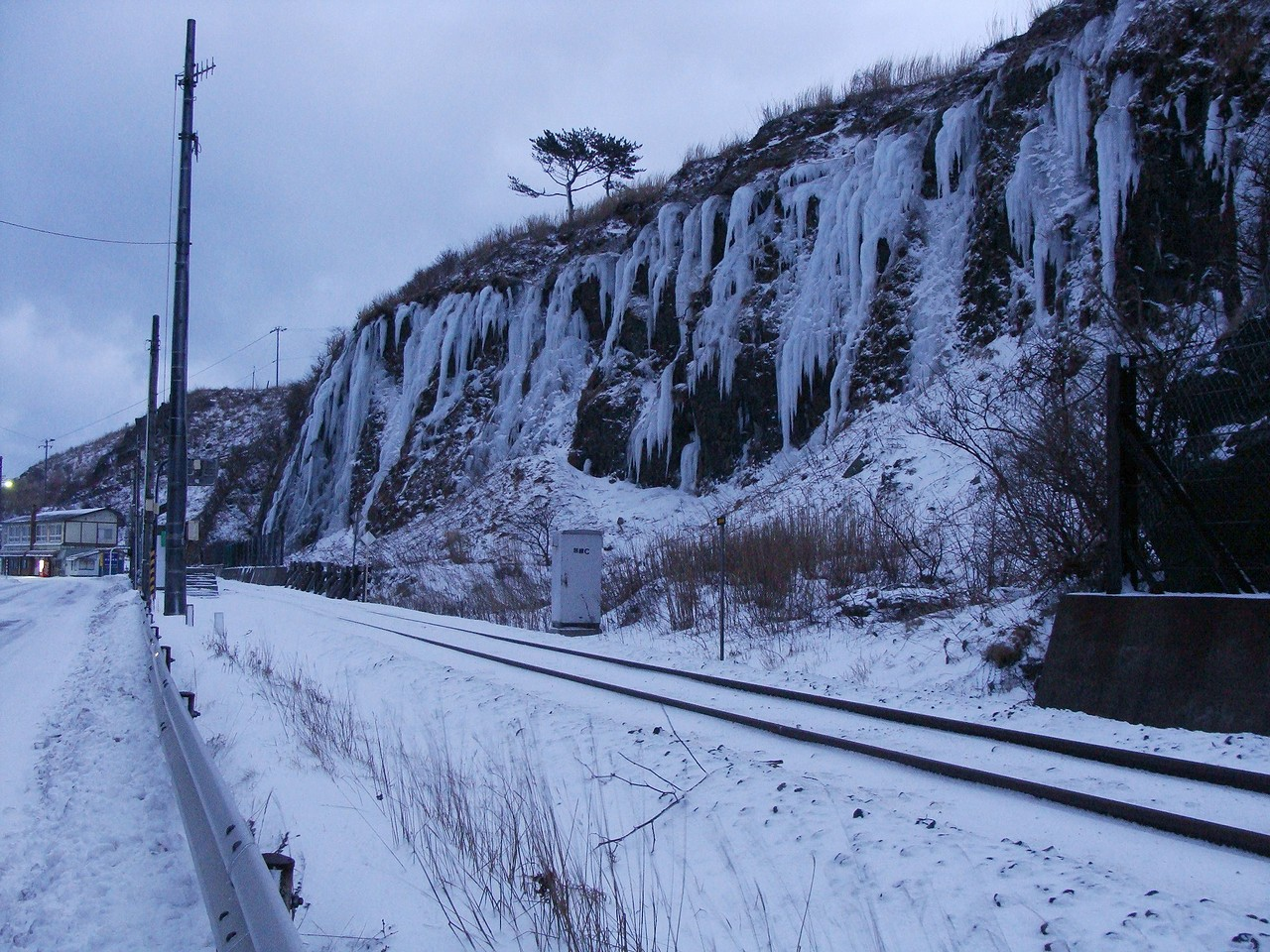
厳冬期には千畳敷駅ホームの向かいにある段丘斜面より染み出た地下水が凍りついて氷のカーテンができる。

千畳敷（せんじょうじき）は、青森県西津軽郡深浦町にある海岸。津軽国定公園に属する。地名をとって深浦千畳敷とも。

## 概要
1792年（寛政4年）の地震で隆起したと伝えられる海岸段丘面。
物珍しがった津軽藩の殿様が、そこに千畳畳を敷かせ大宴会を開いたとされることからこの名がある。藩政時代には殿様専用の避暑地で庶民は近づけなかったという。
千畳敷の平らな部分の岩は明白緑色で、付近の奇岩は黒色だったり暗赤色だったりするが、いずれにせよ、黒鉱鉱脈と関連するグリーンタフである。
秋田県から青森県日本海側を経て北海道渡島半島まではグリーンタフが発達し、火山活動や地震が多かった場所で、歴史地震の記録も多く、近年プレートの境界が発見されるなど地殻変動の激しい場所である。深浦町は、幾度となく隆起をくり返しており、海岸線を走る鉄道や車道から、きれいな海岸段丘の階段が観察される。千畳敷もこの段丘面の一つであり、大潮の日など引き潮が激しいときには、にわか千畳敷が沢山観察される。波の強い日には、浅瀬の淵に波が立って、高い段丘面の上から観察すれば、千畳敷のような地形が幾つもあることに気付くことが出来る。

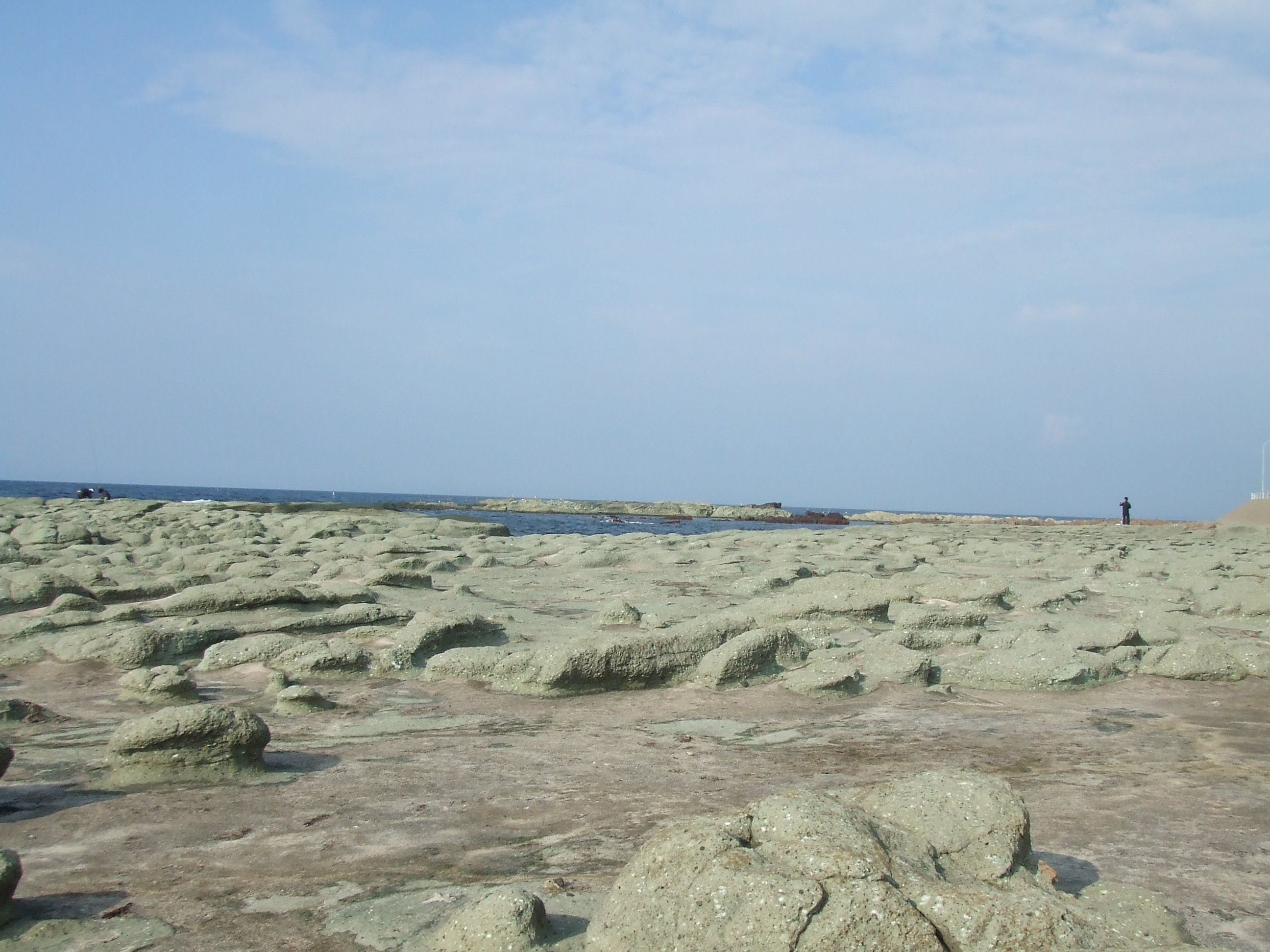
（2009年7月）
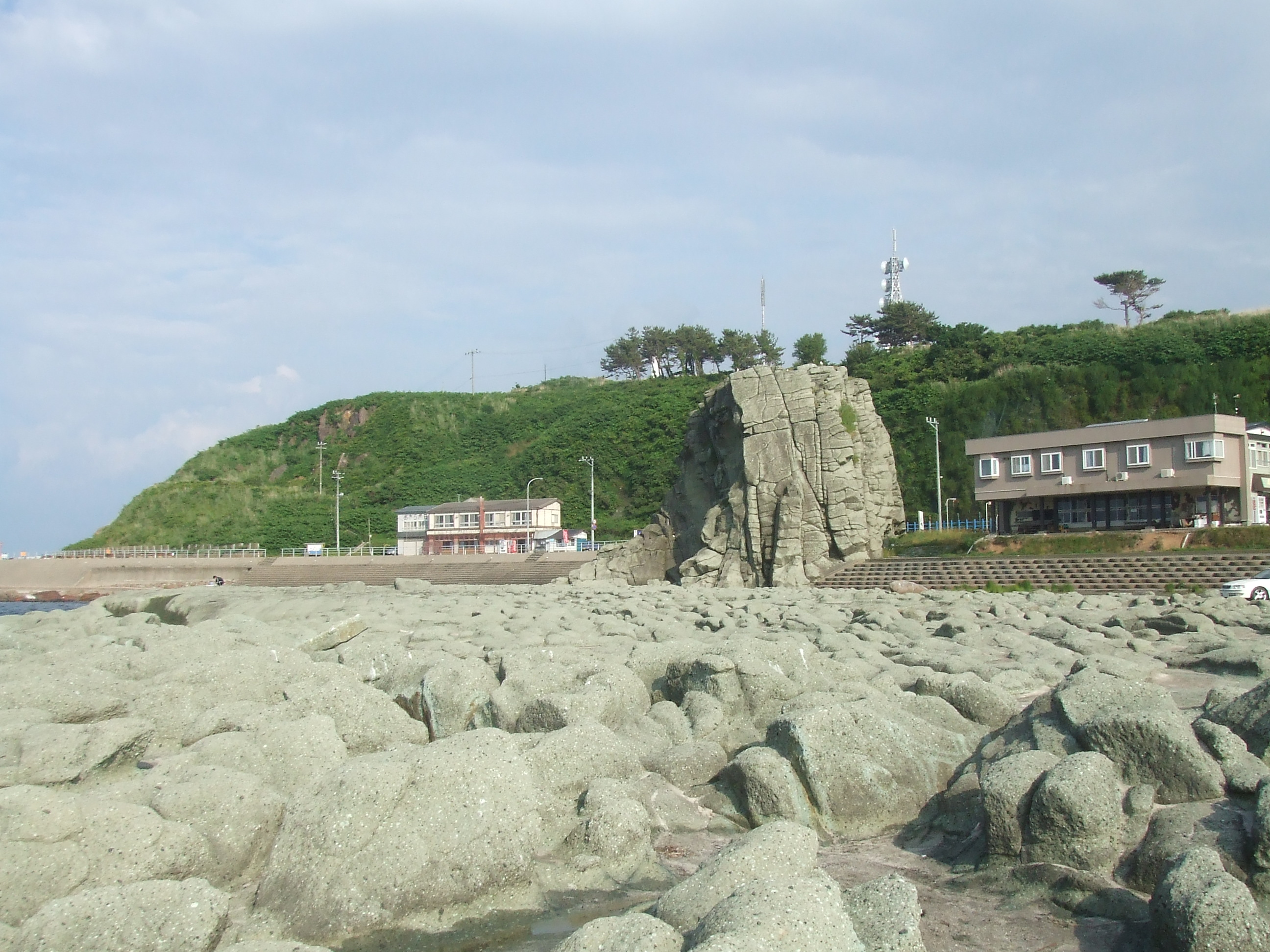
（2009年7月）
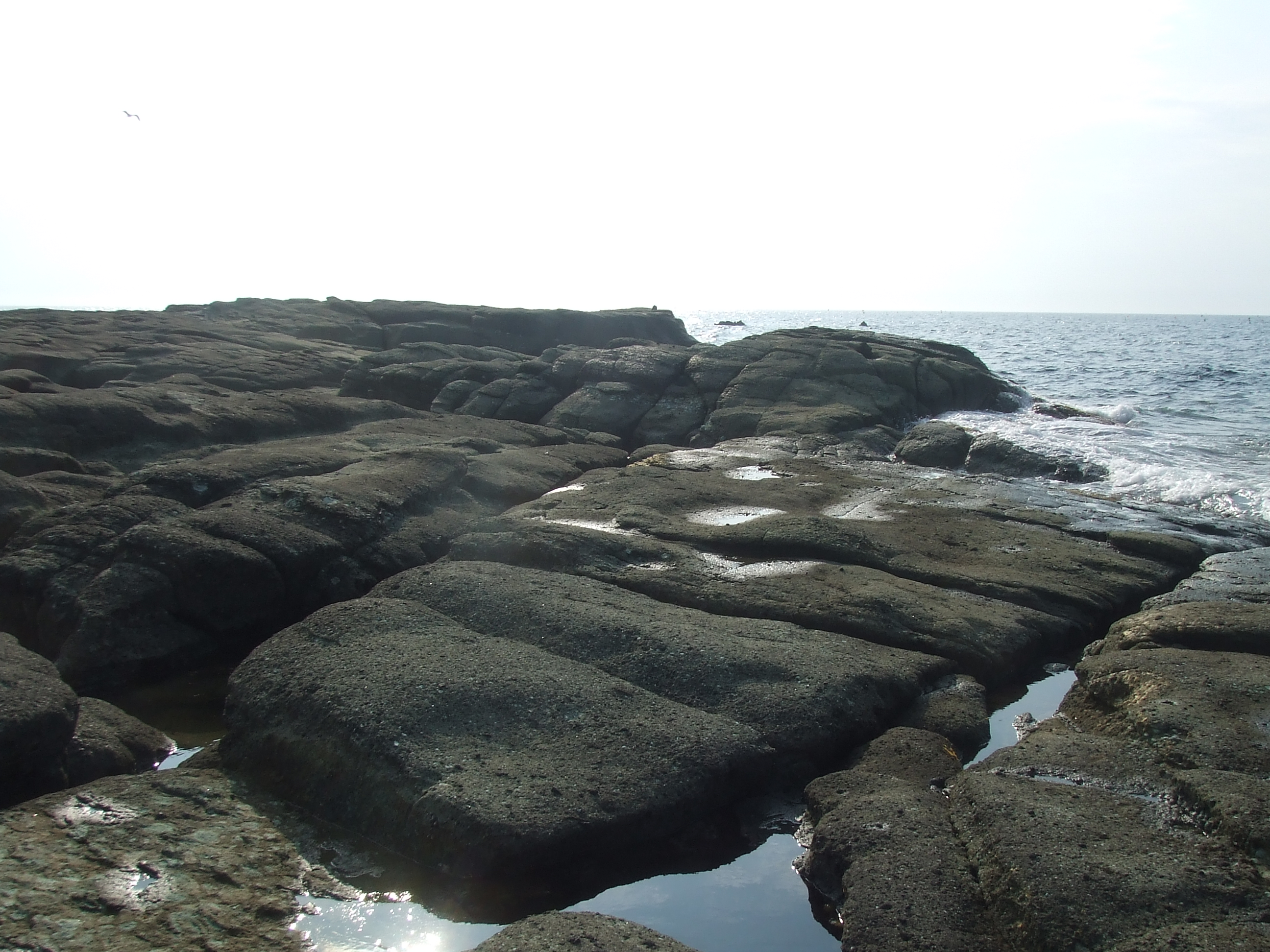
（2009年7月）
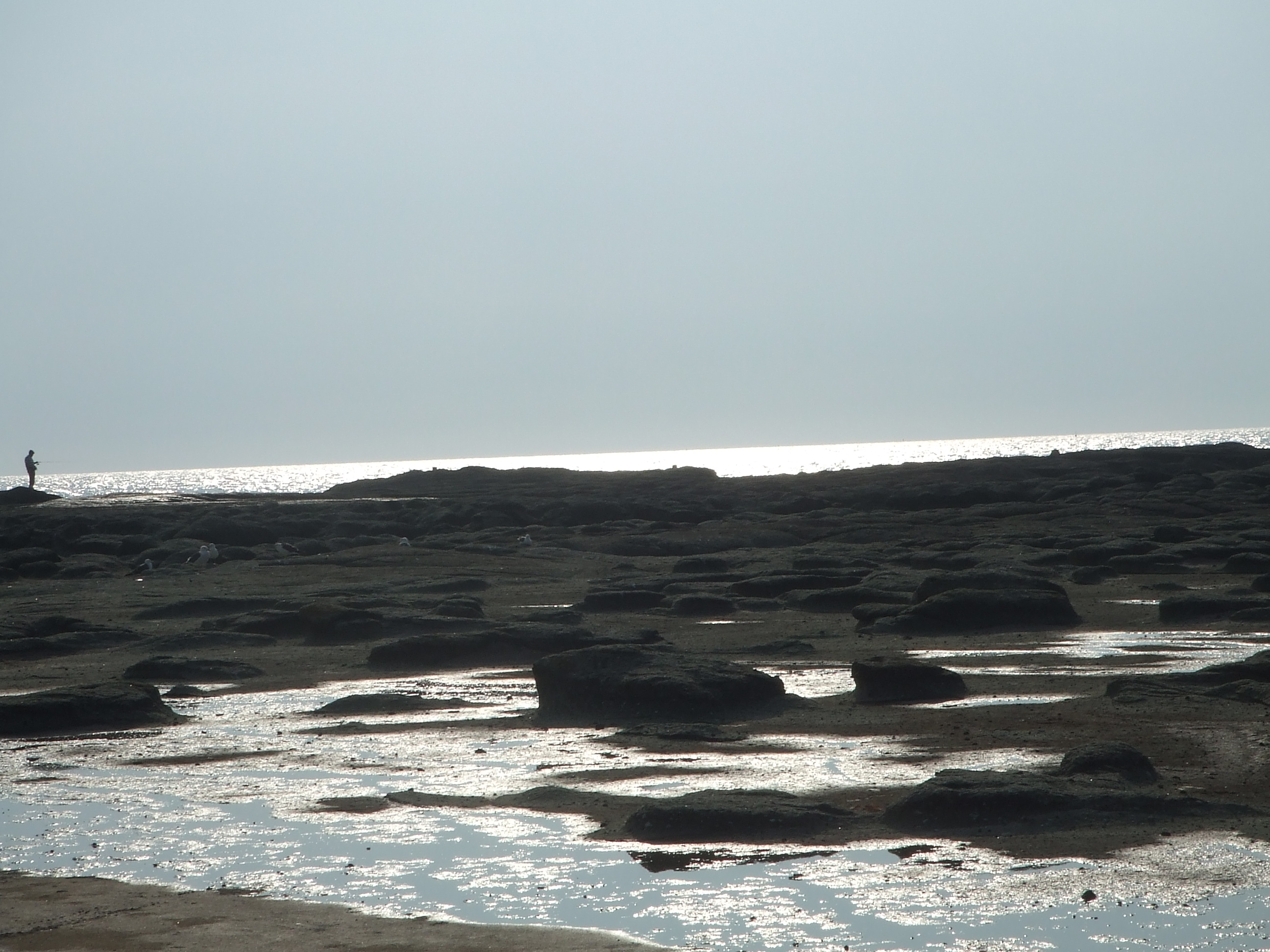
（2009年7月）
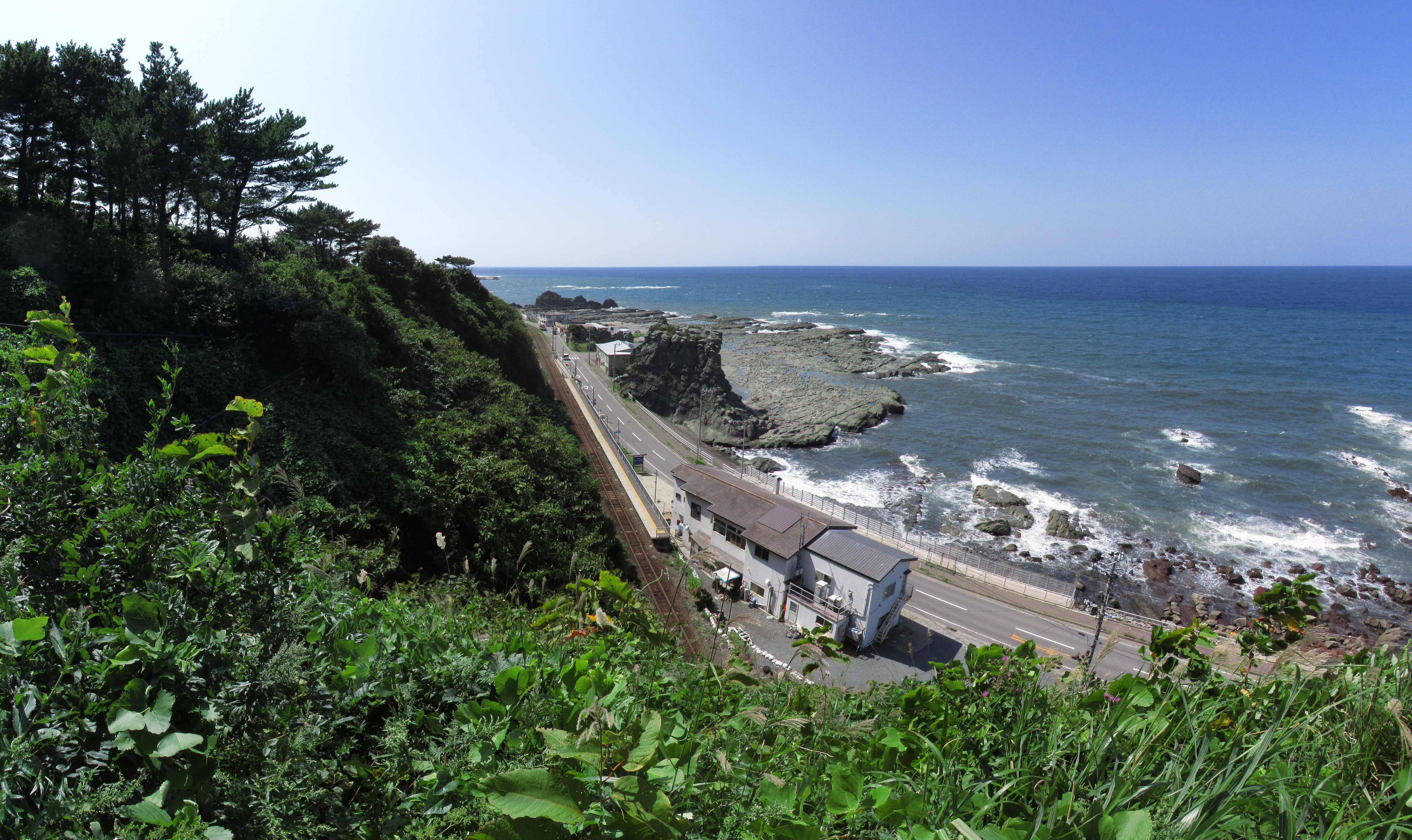
（2017年8月）
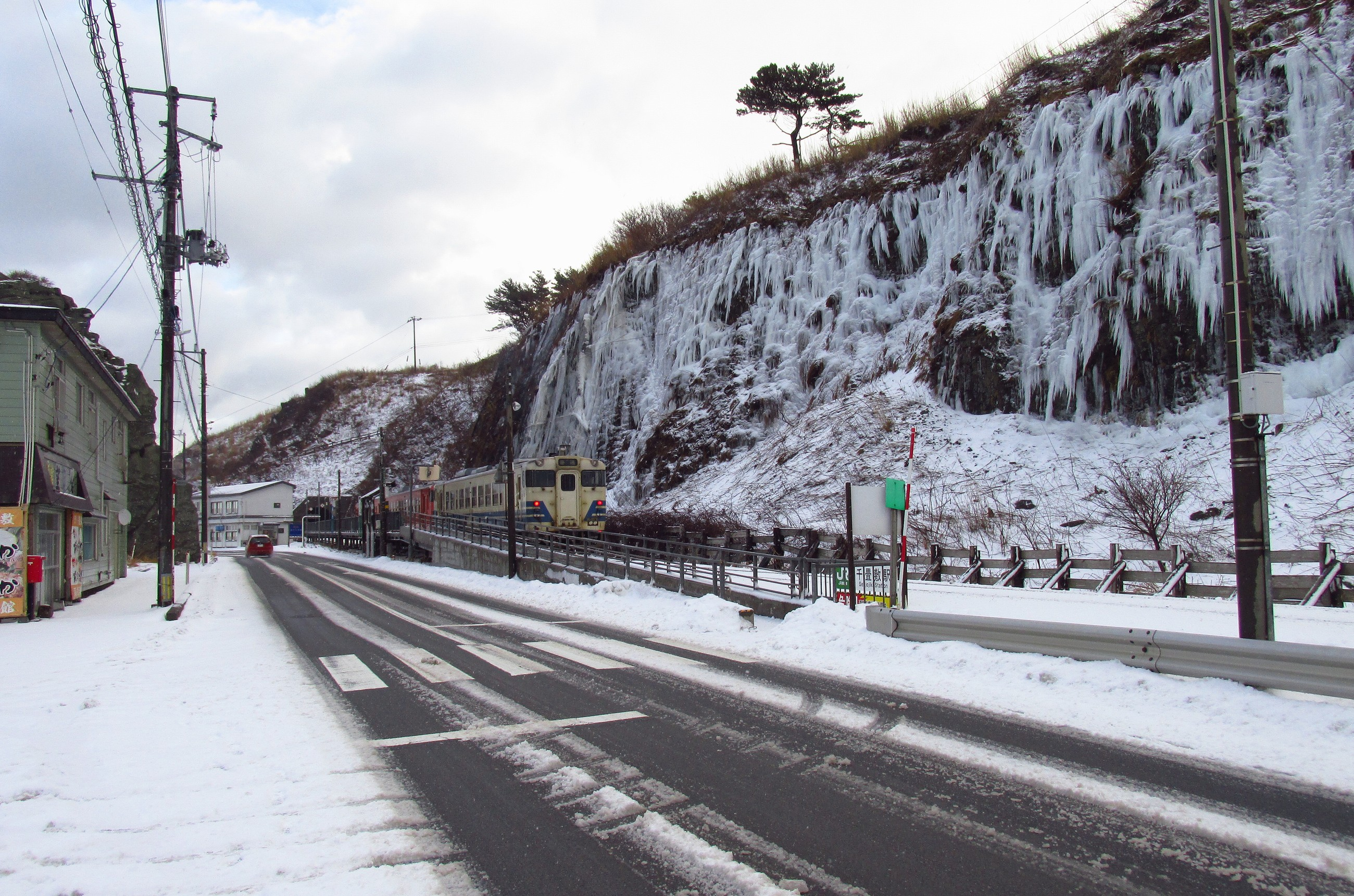
(2017年12月)

## 付近の見所

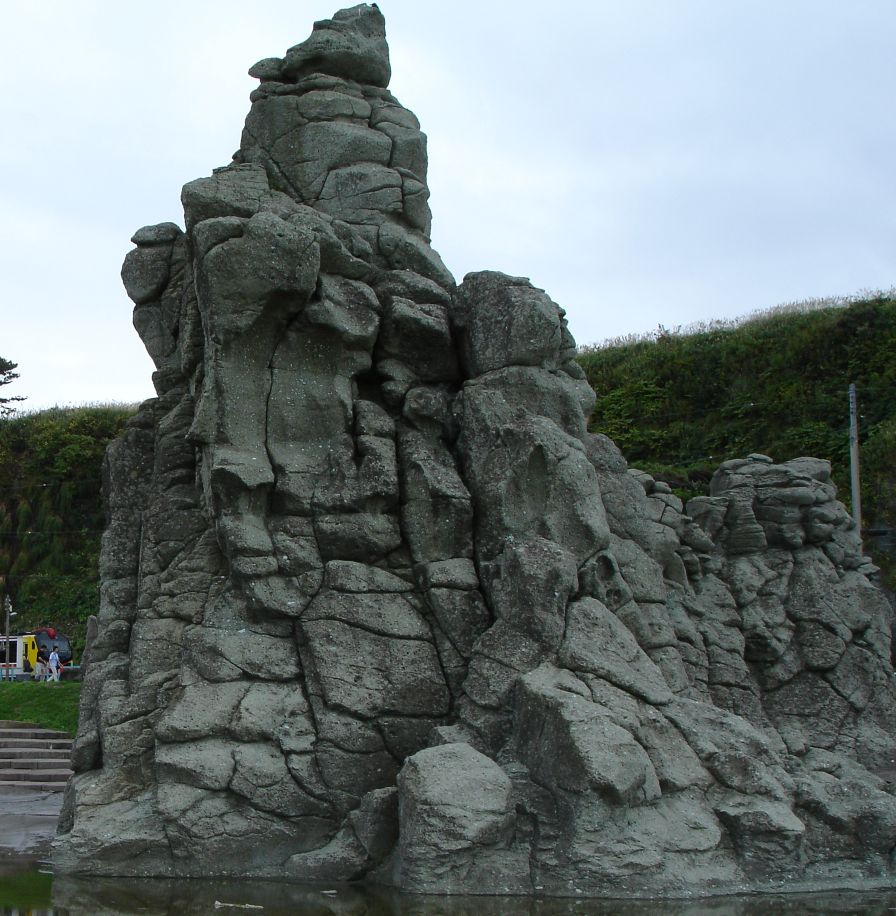

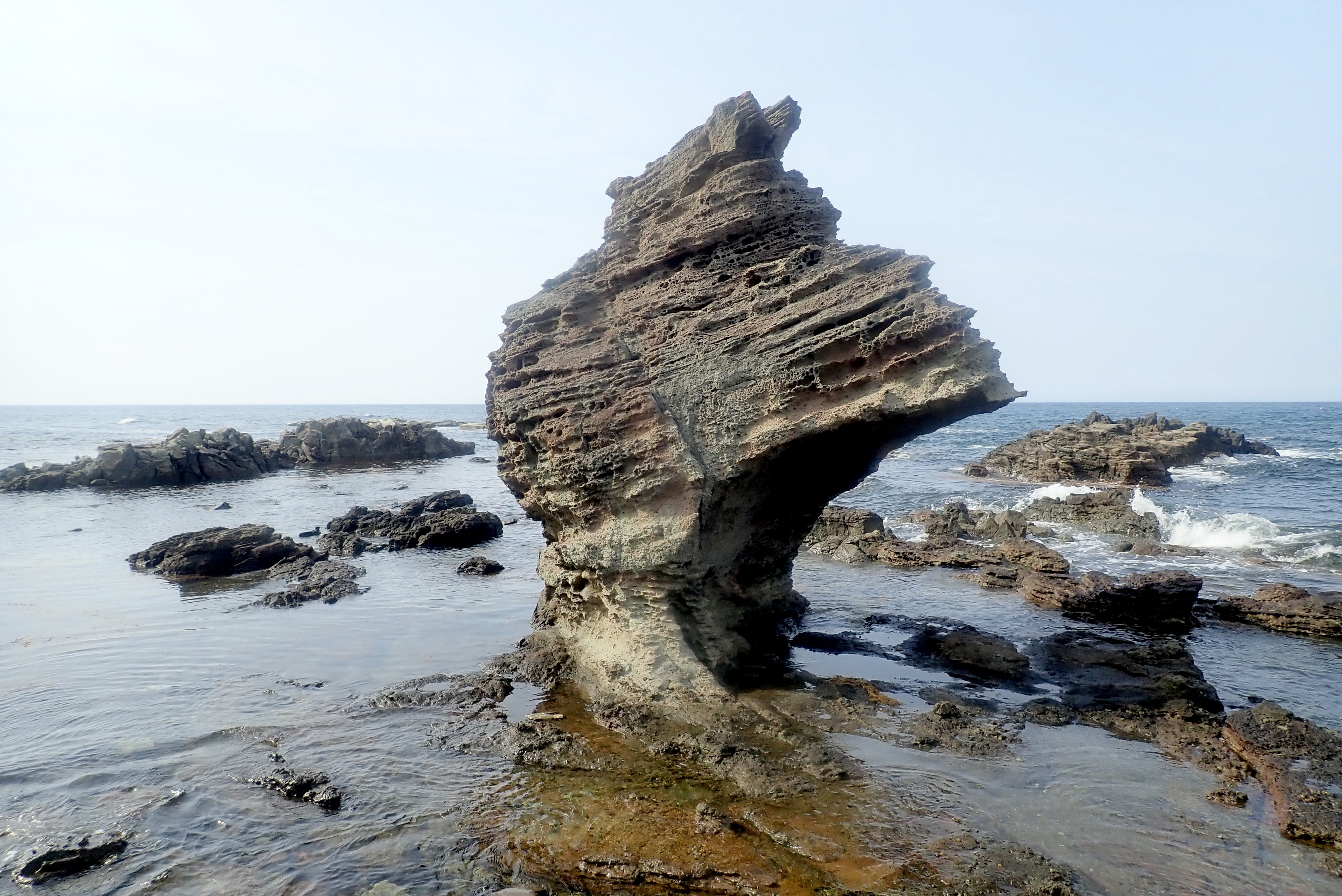
カブト岩

千畳敷周辺は奇岩奇石が多く、千畳敷駅の手前にある大きな岩は「大仏岩」と呼ばれ、東側から見たシルエットが、丁度大仏が座っている格好に見える。それよりやや東側の駐車場が整備されている場所には、「兜岩」と呼ばれる岩がある。兜と言っても西洋甲冑の兜の形をしており、岩の一部がざっくりと切り取られた形をしている。地元では、昔、なにがしというサムライが刀で切り落としたという伝説が伝わっている。
千畳敷駅から山側を見上げると、段丘の断層面が露わになっており、地下水がしみ出ている。冬になるとこれが凍り付き、幻想的な氷の滝となる。段丘面の1段上には灯台があり、遊歩道もあるので、天気の良い日は登って日本海を見下ろせば海岸段丘が観察できる。

## レジャー
千畳敷は隆起海岸で、急に海が深くなるために、海水浴には適さない場所であったが、現在は深浦町により海水プール（ただのコンクリートの枠ではあるが）が整備され、子供も安心して遊べるようになった。駐車場、公衆トイレ、お食事処、民宿などもある。
1998年に環境省認定「日本の水浴場55選」に選定されている。

## アクセス
- 鉄道
  - JR東日本五能線千畳敷駅下車すぐ。
    - 臨時快速「リゾートしらかみ」の2号から5号が散策時間をとって停車し、散歩することが出来る（おおむね、4月下旬〜12月上旬に停車）。

  - このほか、普通列車は全列車停車する
- バス
  - 弘南バス鰺ヶ沢〜深浦線「千畳敷」下車すぐ。
- 道路
  - 国道101号「千畳敷海岸」

## 植物
初夏から秋にかけて、奇岩の上や段丘斜面に海岸草地の植物を観察することが出来る。下記は一例。

### 砂地
ハマヒルガオ、ハマベンケイ、ハマエンドウ、コウボウムギ、ハイビャクシン、ハイネズ

### 岩上草地
ハマウツボ、ハマボッス、スナビキソウ、アサツキ（エゾネギ）、ハマナス

### 段丘斜面草地
ノコギリソウ、エゾノコギリソウ、ハマエンドウ、テリハノイバラ、ハマナス、カワラナデシコ、ツリガネニンジン、ニッコウキスゲ、エゾスカシユリ、ノハナショウブ